# Подзолков, Владимир Петрович
Владимир Петрович Подзолков (род. 15 ноября 1938, Воронеж) — советский и российский врач-кардиохирург, учёный и преподаватель. Академик РАМН (2000), академик РАН (2013), лауреат Государственной премии СССР (1988), заслуженный деятель науки Российской Федерации (1998).

## Биография
Старший сын Петра Георгиевича Подзолкова — основателя Красноярского государственного медицинского университета.
В 1961 году Владимир Петрович окончил Красноярский государственный медицинский институт. Клиническую ординатуру проходил до 1963 года в Институте радиологии АМН СССР. Следующим местом работы, на которое и пришлась большая часть его медицинской карьеры, стал Институт сердечно-сосудистой хирургии имени А. Н. Бакулева. В 1966 году защитил кандидатскую диссертацию «Длительность фаз сокращения правого желудочка у больных дефектами межпредсердной и межжелудочковой перегородок», в 1974 году — докторскую диссертацию «Врожденные пороки сердца при аномалиях его внутригрудного расположения».
С 1979 года — заведующий отделением врожденных пороков сердца, c 1996 года — заместитель директора Института кардиохирургии имени В. И. Бураковского НЦССХ РАМН имени А. Н. Бакулева. С 2001 года — заместитель директора НЦССХ РАМН имени А. Н. Бакулева.

## Вклад в развитие медицины
Основной областью деятельности Владимира Петровича Подзолкова является детская торакальная хирургия, в особенности, хирургическая коррекция врождённых пороков сердца, включая сложные (комплексные) пороки. В частности, им впервые в СССР были выполнены такие операции, как радикальная коррекция единственного левого желудочка сердца с синистротранспозицией аорты; гемодинамическая коррекция митральной атрезии, сочетающейся со стенозом легочной артерии; радикальная коррекция частичного и тотального аномального дренажа легочных вен в коронарный синус и нижнюю полую вену; радикальная коррекция единственной или добавочной левой верхней полой вены, впадающей в левое предсердие; реконструкция путей оттока из правого желудочка с помощью кондуита при атрезии легочной артерии; реимплантация левой коронарной артерии в аорту при отхождении ее от легочного ствола; операция Фонтена в модификации тотального кавопульмонального анастомоза, а также экстракардиального обхода правых отделов сердца и другие.
Подзолков разработал и успешно осуществил новый подход к хирургическому лечению сложных пороков при крисс-кросс сердце. Выполненные под его руководством исследования позволили ввести в хирургическую практику гомоаортальные и гомолегочные протезы, содержащие клапаны, благодаря чему удалось значительно расширить контингент оперируемых больных при таких пороках, как полная и корригированная транспозиция магистральных артерий, атрезия легочной артерии, отхождение магистральных артерий от правого и левого желудочков.

## Награды и премии
- Орден «За заслуги перед Отечеством» III степени (21 декабря 2023 года) — за большой вклад в развитие медицинской науки и здравоохранения, многолетнюю плодотворную деятельность[2].
- Орден «За заслуги перед Отечеством» IV степени (1 декабря 2008 года) — за большой вклад в развитие здравоохранения, медицинской науки и многолетнюю добросовестную работу [3].
- Орден Александра Невского (20 января 2015 года) — за заслуги в развитии здравоохранения, медицинской науки и многолетнюю добросовестную работу[4].
- Орден Дружбы (7 апреля 2004 года) — за достигнутые трудовые успехи и многолетнюю добросовестную работу[5]
- Орден «Знак Почёта»
- Медаль «За заслуги перед отечественным здравоохранением»
- Заслуженный деятель науки Российской Федерации (4 декабря 1998 года) — за заслуги в научной деятельности[6]
- Государственная премия СССР (1988 год), совместно с В. А. Бухариным и Г. Э. Фальковским) - за разработку и внедрение в клиническую практику новых реконструктивных методов хирургического лечения сложных врождённых пороков сердца
- Премия города Москвы 2009 года в области медицины (9 июня 2009 года) — за разработку и внедрение в клиническую практику нового биологического клапана сердца «Биоглис»[7]